# Östersund
Östersund (számi nyelven: Staare) egy város Jämtlandban, Közép-Svédországban. Az östersundi község tagja és Jämtland megye székhelye. Östersundban találjuk Svédország ötödik legnagyobb tavát, Storsjönt, szemben Frösön szigettel. Ez a megyeszékhely az egyetlen város Jämtlandban. A város kulturális és gazdasági központja a régiónak. Ezek mellett ipari, kereskedelmi és mezőgazdasági funkciót is betölt. A 21. század korai szakaszában Östersundnak volt az egyik legnagyobb helyőrsége. A legnagyobb egyetemvárosként is emlegetik, ugyanis itt található a Közép-Svédországi Egyetem (Mid Sweden University) közel 7 000 hallgatóval (valahol már 20 000 diáklétszámról is beszélnek). A város teljes létszáma pontosan 44 324 (2010-es adatok szerint), így a 24. leglakottabb svéd város, illetve a 46. helyet szerezte meg a leghíresebb város kategóriában, Skandináv területen, emellett messze a legnagyobb város Norrlandban.
Östersund az egyetlen olyan svéd város, amelyet a 18. században alapítottak meg. Erre különösképpen azért volt szükség, hogy egy olyan kereskedelmi monopóliumot hozzanak létre, ami Jämtland-ot hálozza be. A Svéd királyi hatalom azonban nem nézte jó szemmel az ottani lakók igen jól teljesítő üzletét és ez a figyelmeztetés meggyőzte a helyi farmereket, hogy áruikat egyenesen Östersund-ba vigyék. Az ott lakók ellenezték ezt a gazdasági filozófiát, így ez a mostani megyeszékhely hosszú ideig kisváros maradt. Ez egészen a 19. század végéig fennmaradt, azután viszont valódi nagyvárossá nőtte ki magát. Különösképpen a vasúti-, és a gazdasági liberalizációnak köszönhető ez a folyamat.
Östersund Skandinávia "belsején" található, így keleten a svéd partvárossal, Sundsvall-lal, míg nyugaton Norvég-tengerpolisszal, Trondheimmel áll kapcsolatban. A város mind Skandinávia, mind Svédország, mind Jämtland megye és mind az östersundi község közepe. S mivel Svédország középpontja, ezért a város saját magát "Svédország közepének" becézi.
Östersundot Vinterstaden-nek (magyarul: Téli városnak) is nevezik. Ez nem csak a mottója a városnak, hanem egy olyan projekt is, amit az ottani község, a várossal közösen hozott létre. Östersund ugyanis már régóta központja a szabadtéri játékoknak, ráadásul egy modern sífutó-, illetve sípályával is rendelkezik. A város már számos világbajnokságot tudhat maga mögött - köztük biatlon, gyorskorcsolya és sítájfutó megmérettetést, Svéd nemzeti bajnokságban (hazai) pedig alkalma volt sífutást és snocrosst szervezni. Többször pályázott már Svédországgal a téli olimpiai játékok házigazda címére, azonban még nem volt lehetősége ilyet rendezni.
Itt rendezték az első, 2014-es ConIFA labdarúgó-világbajnokságot a Jämtkraft Arenában.

## Elhelyezkedés

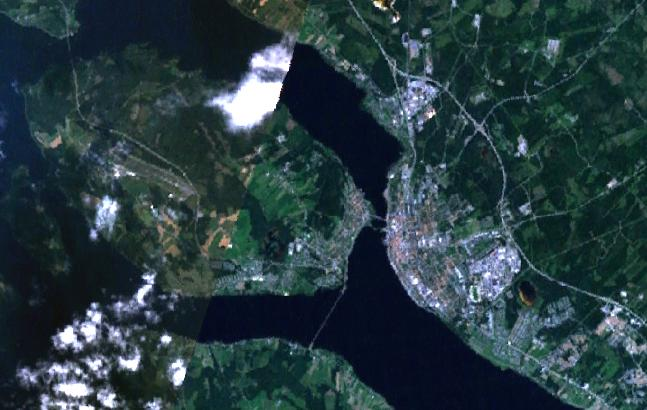
Műholdfelvétel Östersundról és Frösönről.

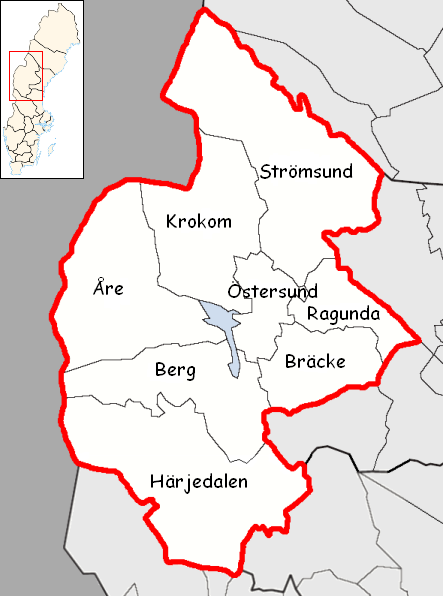
Jämtland tartomány részei (középen: Östersund)

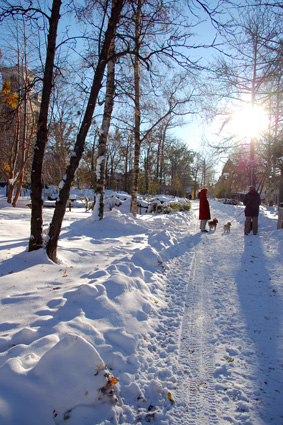
Egy kis östersundi séta, télen

Östersund az egyedüli város a Jämtland-i tartományban és itt található Svédország ötödik legnagyobb tava, Storsjön. Ez az adott területet körülvevő tó általában Storsjöbygden névre hallgat. A területet már feljegyezték, mint világ legészakibb mezőgazdasági társadalma, kontinentális éghajlattal.
A város nagyrészt a szárazföldön fekszik Storsjöntől keletre, szemben Frösön szigettel, amely hosszú ideig Jämtland középpontja volt. Ma a lakosság jelentős része a sziget meredek részein lakik, ami szembetalálható a városközponttal. Östersund egy önkormányzati város ugyanis 400, jelentéktelen számú östersundi lakos a Krokom községhez tartozik.
A várost átíveli egy Östersundet nevű szoros, amelyről a város a nevét kapta. Östersund közvetlenül lefordítva "Keleti-Hang"-ot jelent. A nevét egy jamti nyelvjárásból származó névről kapta, amely mai formában Åstersånn-nak felel meg.

### Éghajlat
Östersund klímájára a hideg mérsékelt éghajlat jellemző, ami a hideg övezetben található. Esetenként hideg sarki szelek is fújnak a városban, ezeket helyi néven nordvästan, illetve kallvästan néven is emlegetik.
Azonban ebben a városban a tél sokkal melegebb, mint más, hasonló földrajzi szélességeken. Ezt a golf-áramlat okozza, ami leginkább a hegyvonulatokon jellemző. Az atlanti szeleket is magával hozza, ezek a tél folyamán Östersundon mennek keresztül. A szelek a nyár hűvösebbé tételét is segítik, ezért a városban leginkább óceáni éghajlat uralkodik más, Skandináv városoktól eltérően (Észak-Európa több településén kontinentális éghajlat jellemző, hidegebb téllel és melegebb nyárral).
Habár Östersundban a golf-áramlat uralkodik, intenzív esőzések nem jellemzőek a városban. Ez annak köszönhető, hogy a közelében található Skandináv-hegység egy természetes akadályt "sző" és "blokkolja" az eső továbbhaladását Östersund felé, ezért a városban és annak körzetében esőhiány van jelen.
Östersundban magas a napsütéses órák száma. 2007 nyarán a legnaposabb város volt Svédországban (2007 július 1. - augusztus 9). Azonban a keleti parton fekvő városokhoz képest, viszonylag alacsony a napsütéses órák száma.
| Hónap | Jan.  | Feb.  | Már.  | Ápr.  | Máj. | Jún. | Júl. | Aug. | Szep. | Okt.  | Nov.  | Dec.  | Év    |
| --- | ----- | ----- | ----- | ----- | ---- | ---- | ---- | ---- | ----- | ----- | ----- | ----- | ----- |
| Rekord max. hőmérséklet (°C) | 9,8   | 10,3  | 17,8  | 20,5  | 26,5 | 32,0 | 33,0 | 31,7 | 25,0  | 17,8  | 12,2  | 10,8  | 33,0  |
| Átlagos max. hőmérséklet (°C) | −3,2  | −2,5  | 1,4   | 7,5   | 12,7 | 16,7 | 19,9 | 18,0 | 12,8  | 6,3   | 1,5   | −1,6  | 7,5   |
| Átlagos min. hőmérséklet (°C) | −9,1  | −8,6  | −5,6  | −0,5  | 3,9  | 8,1  | 11,4 | 10,5 | 6,6   | 1,4   | −2,8  | −7,2  | 0,7   |
| Rekord min. hőmérséklet (°C) | −38,0 | −34,6 | −32,5 | −22,0 | −9,0 | −3,0 | −1,5 | −0,8 | −5,2  | −17,7 | −25,2 | −38,1 | −38,1 |
| Átl. csapadékmennyiség (mm) | 27    | 21    | 23    | 28    | 35   | 57   | 76   | 60   | 59    | 37    | 31    | 31    | 484   |
| Havi napsütéses órák száma | 26    | 74    | 131   | 169   | 233  | 246  | 228  | 187  | 115   | 72    | 38    | 17    | 1536  |
| Forrás: SMHI Monthly Data 2002-2014. SMHI. [2018. december 25-i dátummal az eredetiből archiválva]. (Hozzáférés: 2015. június 8.) |       |       |       |       |      |      |      |      |       |       |       |       |       |